# Буденицька Рудня
Буденицька Рудня (біл. вёска Будзеніцкая Рудня) — село в складі Борисовського району Мінської області, Білорусь. Село підпорядковане Іканській сільській раді, розташоване в північно-східній частині області.